# San Juan Bautista de Ñeembucú
San Juan Bautista de Ñeembucú è un centro abitato del Paraguay, nel dipartimento di Ñeembucú, di cui forma uno dei 16 distretti.

## Popolazione
Al censimento del 2002 la località contava una popolazione urbana di 373 abitanti (5.185 nel distretto).

## Caratteristiche
Fondata nel 1848, San Juan Bautista de Ñeembucú è circondata da paludi e zone umide.

## Economia
Le attività economiche del centro abitato e del suo distretto sono l'allevamento e l'agricoltura.

## Infrastrutture e trasporti
San Juan Bautista de Ñeembucú è evitata dall'unica strada asfaltata presente nel dipartimento di Ñeembucú, la Ruta IV “General José Eduvigis Díaz”; questa condizione di isolamento ne ha impedito lo sviluppo, accelerandone lo spopolamento.